# Dasypoda argentata

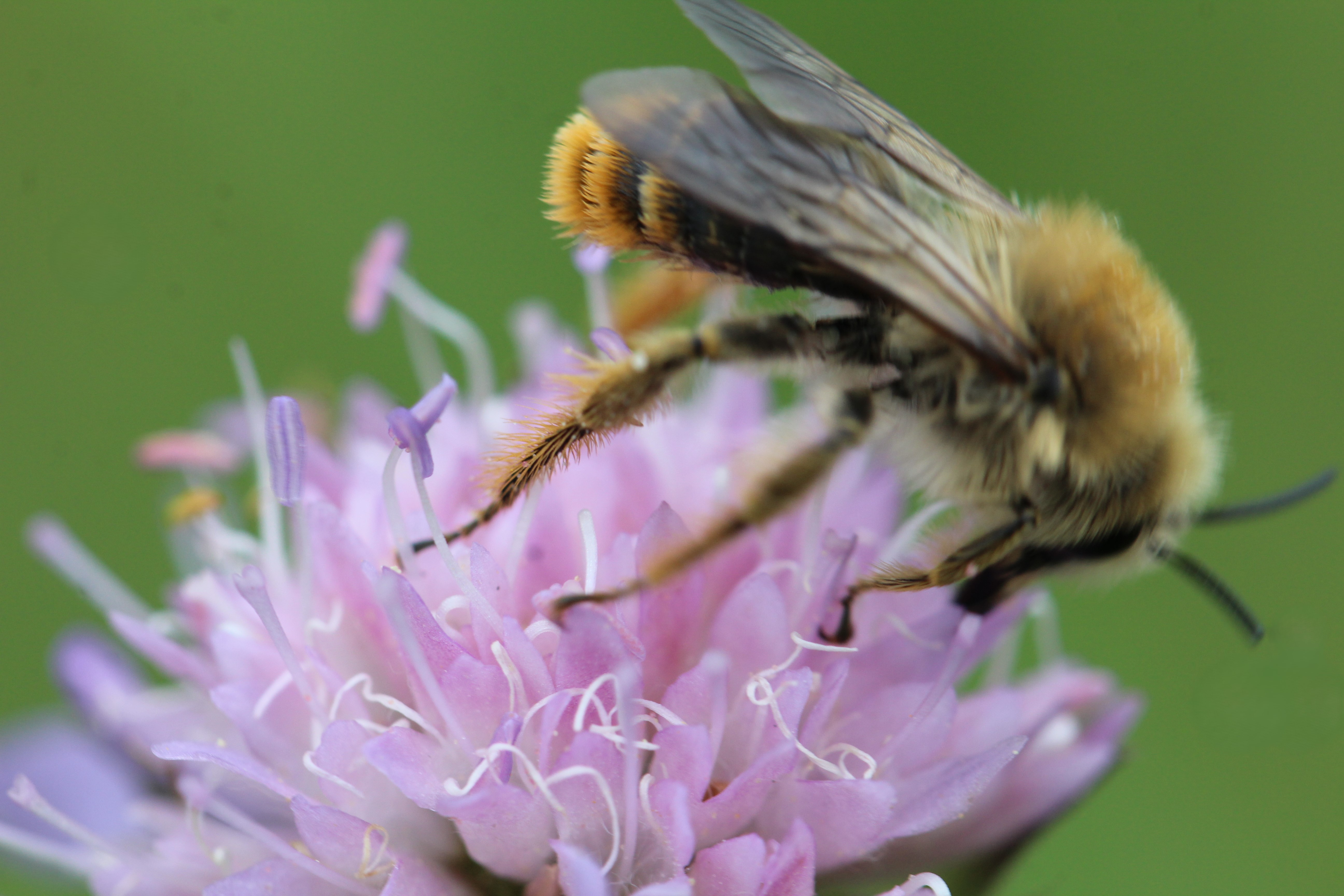
Dasypoda argentata

Dasypoda argentata ist eine Biene aus der Gattung der Hosenbienen, der Familie der Melittidae.

## Merkmale
Die Bienen haben eine Körperlänge von 14 bis 16 Millimeter (Weibchen) bzw. 13 bis 16 Millimeter (Männchen). Die Wangen der Weibchen sind an der schmalsten Stelle zumindest doppelt so lang, wie die Fühler breit sind. Der Hinterleib ist nach hinten verbreitert. Die Behaarung der Tiere ist je nach bewohnter Region unterschiedlich. Im Wallis sind das Gesicht und die Unterseite des Thorax weiß, der Scheitel schwarz, der dorsale Thorax und der Hinterleib rötlichgelb behaart. Anderenorts können der Kopf und Thorax teilweise oder ganz schwarz behaart sein, die Hinterbeine können großteils rotbraun behaart sein. Die Männchen haben Wangen, die nur zumindest gleich lang sind wie die Fühlerbreite. Das Gesicht und die Unterseite des Thorax sind weißlich, der restliche Körper ist gelbbraun behaart, nur die Endfranse ist rötlich braun. Der Hinterleib hat helle Endbinden auf den Segmenten.

## Vorkommen und Lebensweise
Die Art ist in Südeuropa und lokal auch in Mitteleuropa verbreitet. Die Tiere fliegen von Ende Juni bis Mitte August. Die Weibchen legen ihre Nester vor allem in sandigen und lösshaltigen Böden an. Die Art sammelt ausschließlich Pollen an Kardengewächsen (Dipsacaceae). Welche Kuckucksbienen die Art parasitieren, ist nicht bekannt.

## Belege
- Heiko Bellmann: Bienen, Wespen, Ameisen. Hautflügler Mitteleuropas. Franckh-Kosmos Verlags-GmbH & Co KG, Stuttgart 1995, ISBN 3-440-09690-4.
- Andreas Müller, Albert Krebs, Felix Amiet: Bienen. Mitteleuropäische Gattungen, Lebensweise, Beobachtung. Naturbuch-Verlag, Augsburg 1997, ISBN 3-89440-241-5.
- Felix Amiet, M. Herrmann, A. Müller, R. Neumeyer: Fauna Helvetica 20: Apidae 5. Centre Suisse de Cartographie de la Faune, 2007, ISBN 978-2-88414-032-4.